# Реццоальйо
Реццоальйо (італ. Rezzoaglio, ліг. Rezoaggi) — муніципалітет в Італії, у регіоні Лігурія,  метрополійне місто Генуя.
Реццоальйо розташоване на відстані близько 390 км на північний захід від Рима, 39 км на схід від Генуї.
Населення — 1026 осіб (2014).

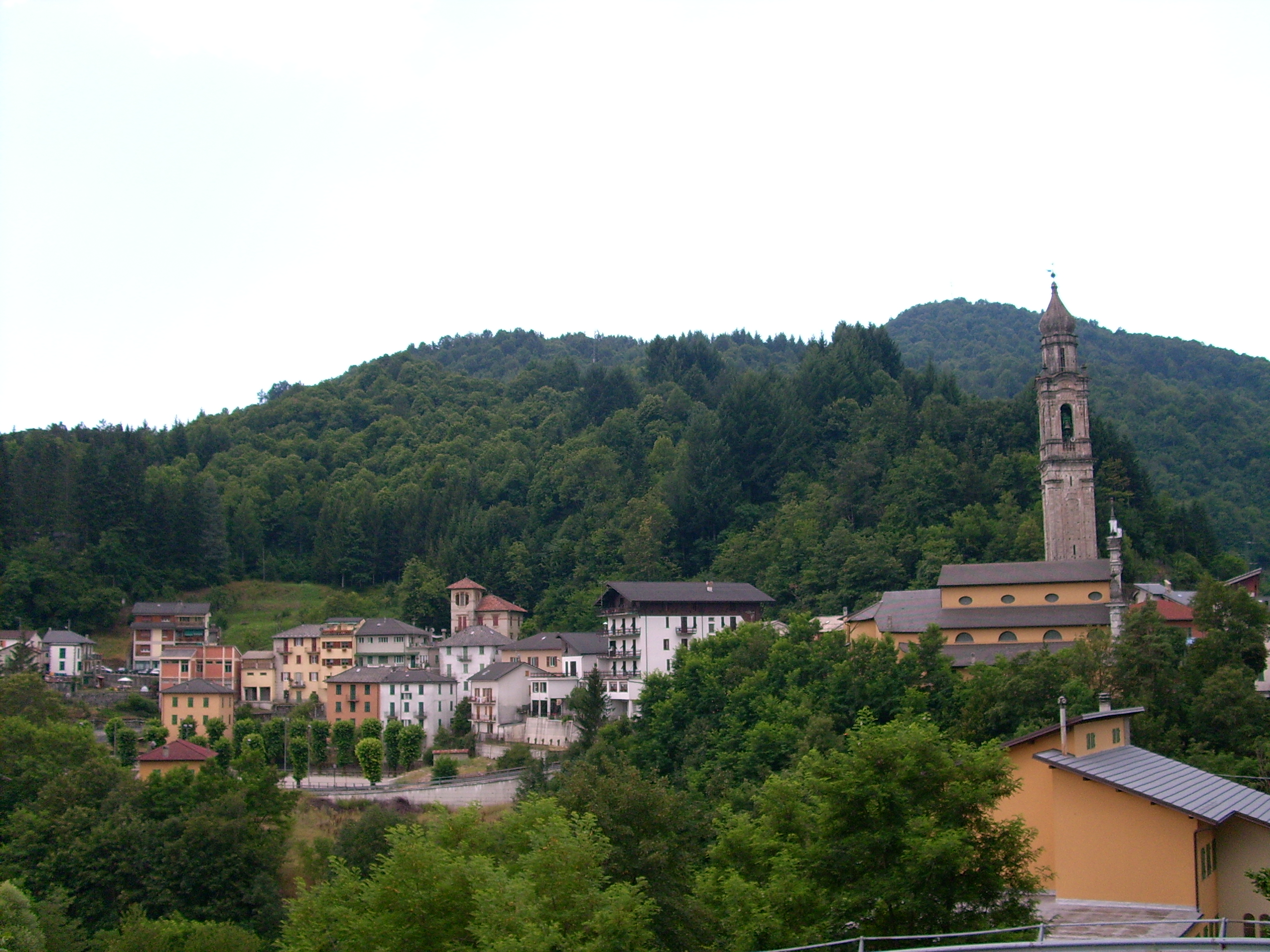

Щорічний фестиваль відбувається 1 вересня. Покровитель — San Terenziano.

## Демографія
Населення за роками:

Станом на 1 січня 2023 року в муніципалітеті офіційно проживав 51 іноземець з 10 країн, серед них 15 громадян країн Євросоюзу та 1 громадянин України.

## Сусідні муніципалітети
- Борцонаска
- Фавале-ді-Мальваро
- Феррієре
- Фонтанігорда
- Лорсіка
- Монтебруно
- Ореро
- Оттоне
- Ровеньо
- Сан-Коломбано-Чертенолі
- Санто-Стефано-д'Авето